# Polyoxyéthylène amine

Structure générale

Le polyoxyéthylène amine (POEA) est un tensioactif non ionique qui amplifie l'activité des herbicides. Il est ainsi utilisé comme adjuvant, notamment avec le glyphosate (Roundup) ou du dicamba.

## Utilisation
En tant qu'additif du glyphosate (pesticide herbicide), ce tensioactif a pour rôle :
- d'améliorer la mouillabilité de la surface des plantes hydrophobes pour une couverture maximale ;
- d'aider à la pénétration au travers de la surface de la plante[1],[2] ;
- d'augmenter la phytotoxicité de la molécule active qu'il accompagne et renforce.

## Toxicité pour l'homme
En tant que tensioactif, cette molécule peut participer aux effets cocktails toxiques induits par le fait qu'elle facilite la pénétration d'autres molécules dans l'organisme.
En 2000, Williams et al. ont conclu (dans une étude financée et rédigée en fait par Mosanto)  d'une évaluation d'études demandées aux producteurs à des fins réglementaires, ainsi que de rapports de recherche publiés, à « aucune toxicité significative détectée dans les études d'effets aigus, subchronique et chronique. L'exposition oculaire directe au Roundup concentré pouvant entraîner une irritation passagère (chez l'Homme) alors que des dilutions de pulvérisation normales provoquent au plus, des effets minimes ». Ces études ne mettaient pas en évidence de données de génotoxicité pour le glyphosate ni le Roundup selon les critères d'évaluation standards, et n'apportait pas de « preuves convaincantes de dommages direct à l'ADN in vitro ou in vivo » ce qui leur a fait conclure que le Roundup et ses composants ne présentaient pas de risques de mutations somatiques héritables chez l'Homme. L'AMPA et le POEA en tant que tel n'ont pas été jugés tératogènes ou toxiques pour le développement humain non plus, et les « tissus reproducteurs » prélevés chez des animaux chroniquement exposés à du glyphosate, à de l'AMPA, ou à du POEA ne semblaient pas affectés. Selon ces auteurs, aucun effet de perturbation endocrinienne n'a été constaté aux doses normales d'utilisation pour ces produits. Cette étude a conclu que dans les conditions actuelles et prévues d'utilisation, l'herbicide Roundup ne posait pas de risque pour la santé humaine.
En 2004, un réexamen des études disponibles concluait que les études expérimentales alors disponibles suggèrent que la toxicité du glyphosate associé au POEA (comme il l'est dans les formulations commerciales) dépasse celle du glyphosate seul, mais qu'il n'y a pas assez de preuves pour conclure que l'association du glyphosate au POEA serait plus toxique qu'une formulation associant le glyphosate à un autre type de tensioactif. Selon les auteurs, les tensioactifs contribuent probablement à la toxicité aiguë des formulations de glyphosate.
L'ingestion de plus de 85 mL de la formulation concentrée (41 % de glyphosate et 15 % POEA) est « susceptible de provoquer une toxicité significative chez l'humain adulte », avec en général des effets corrosifs gastro-intestinaux, pour la bouche et la gorge, et des douleurs épigastriques et une dysphagie sont communs. Une insuffisance rénale et hépatique sont également fréquentes. Les cas graves sont caractérisés par une détresse respiratoire, des troubles de la conscience, un œdème pulmonaire, une infiltration visible sur radiographie pulmonaire, un arrêt cardiaque ou des arythmies, une insuffisance rénale grave (nécessitant une hémodialyse), une acidose métabolique et une hyperkaliémie. Bradycardie et arythmies ventriculaires précèdent souvent une phase terminale. Si la peau est exposée à des formulations de glyphosate prêtes à l'emploi, des irritations et une photodermatite de contact ont parfois été constatées, sans doute induites par le Proxel (benzisothiazolin-3-one) utilisé comme agent de conservation du glyphosate. Rarement, des brûlures graves surviennent. L'inhalation est rare, mais respirer du Roundup nébulisé (en fines gouttelettes) peut conduire à un sentiment d'inconfort oral ou nasal, un goût désagréable dans la bouche, des picotements et irritation de la gorge. Dans l'œil, le produit peut induire une conjonctivite bénigne, et parfois des lésions cornéennes superficielles (si le lavage de l'œil est retardé ou insuffisant). Un lavage à l'eau et au savon (avec changement d'habits le cas échéant) est recommandé en cas d'exposition cutanée.

## Écotoxicité
Cette molécule (principal adjuvant du Roundup, le désherbant le plus vendu au monde) est soluble dans l'eau où elle peut facilement s'adsorber sur les matières en suspension (MES) dans l'eau et dans le sédiment. Elle est connue pour son implication dans les empoisonnements au glyphosate dont elle amplifie la toxicité, (soupçonnée comme telle depuis les années 1980) et en 1997, une revue de littérature commandée par l'Agence américaine de protection de l'environnement (EPA) a mis en évidence sa toxicité pour les poissons (le POEA est pour eux plus toxique que le glyphosate). D'autres études ont montré sa toxicité aiguë pour les anoures (crapauds, grenouilles, etc.),,, pouvant notamment poser des problèmes à proximité des zones humides et quand le glyphosate est utilisé par la sylviculture ou en milieu forestier (pour l'entretien de bord de routes par exemple).

## Vers une interdiction?
En 2006, la Commission européenne a proposé l'interdiction du POEA dans ses États membres et pourrait peut-être proposer l'interdiction du glyphosate en 2016, sujet encore débattu en mars, mais qui devrait être tranché avant la fin du mois de juin 2016.